# Operacja Unified Protector
Operacja Unified Protector (w polskich mediach przedstawiana jako „Zjednoczony Obrońca”) – natowska operacja morska i lotnicza przeprowadzona w celu wyegzekwowania postanowień rezolucji RB ONZ nr 1970 oraz nr 1973. NATO przejęło operację 25 marca 2011 od państw koalicji ONZ, które 19 marca rozpoczęły interwencję w Libii. Pełną odpowiedzialność za nadzór nad strefą zakazu lotów NATO przejęło 27 marca. 31 marca o godz. 8:00 NATO przejęło pełną odpowiedzialność za interwencję wojskową.
Wcześniej kraje ONZ interweniowały bez jednolitego dowództwa. Stany Zjednoczone prowadziły operację Świt Odysei, Francuzi operację Harmattan, Brytyjczycy Ellamy, natomiast Kanadyjczycy MOBILE. Reszta koalicji była pod dowództwem Amerykanów.
Dowództwo nad operacją Unified Protector objął kanadyjski generał Charles Bouchard. Naczelne Dowództwo Połączonych Sił Zbrojnych NATO w Europie objął Amerykanin admirał James Stavridis, dowódcą działań morskich został Włoch wiceadmirał Rinaldo Veri dla operacji morskich, natomiast dowódcą działań lotniczych został, Amerykanin gen. Ralph Jodice.
W związku z rozpoczęciem natowskiej operacji Stany Zjednoczone rozpoczęły 28 marca wycofywać swoje siły morskie z Morza Śródziemnego.
Dowództwo NATO poinformowało, iż operację powietrzną nad Libią zakończy się wraz z ostatnim dniem października. 27 sierpnia RB ONZ uchwaliła rezolucję, w której stwierdzono, iż mandat misji powietrznej wygasa 31 października 2011 o godz. 23:59. Podczas 218 dni operacji samoloty bojowe wykonały ok. 9600 misji, w czasie których zniszczono ok. 5900 celów militarnych. Wszystko to odbyło się podczas 26,1 tys. lotów. Siły NATO skontrolowały także ponad 3 tysiące statków pływających u wybrzeży Libii. Zniszczono 600 libijskich czołgów i pojazdów opancerzonych, 400 wyrzutni rakietowych i artyleryjskich. Z powodu podejrzeń o łamanie embarga na dostawy broni, uwarunkowanego rezolucją RB ONZ nr 1973, zatrzymanych zostało w sumie 11 statków. W powietrzu działała flota 16 państw.

## Siły biorące udział pod egidą NATO

### Siły morskie
- Belgia
  - niszczyciel min „Narcis”
- Bułgaria
  - fregata rakietowa „Drazki”
- Kanada
  - fregata rakietowa HMCS „Charlottetown”
    - 1 śmigłowiec wielozadaniowy CH-124 Sea King
- Grecja
  - fregata rakietowa „Limnos”
- Włochy
  - lotniskowiec „Giuseppe Garibaldi”
    - 8 myśliwców AV-8B Harrier II
    - 3 śmigłowce ZOP AW101
    - 2 śmigłowce ZOP AB 212

  - fregata rakietowa „Libeccio”(inne języki)
  - okręt pomocniczy „Etna”(inne języki)
  - okręt patrolowy „Comandante Bettica”
- Holandia
  - niszczyciel min „Haarlem”
- Rumunia
  - fregata rakietowa „Regele Ferdinand”
- Hiszpania
  - fregata rakietowa „Méndez Núñez”
  - okręt podwodny „Tramontana”
- Turcja
  - fregata rakietowa „Giresun”
  - fregata rakietowa „Gemlik”
  - fregata rakietowa „Yıldırım”
  - okręt podwodny „Yıldıray”
  - okręt wsparcia „Akar”
- Wielka Brytania
  - fregata rakietowa HMS „Cumberland”
- Stany Zjednoczone
  - 1 fregata rakietowa

### Siły lotnicze
- Kanada
  - 6 myśliwców CF-18 Hornet
  - 2 samoloty transportowe CC-17 Globemaster III
  - 2 samoloty transportowe CC-130J Hercules
  - 2 samoloty-cysterny CC-150 Polaris
  - 2 samoloty patrolowe CP-140 Aurora
- NATO
  - 3 samoloty wczesnego ostrzegania Boeing E-3 Sentry
- Hiszpania
  - 1 samolot patrolowy CASA CN-235
- Norwegia (wycofanie 1 sierpnia 2011 - łącznie 6493 lotów i 569 zrzuconych bomb[9])
  - 6 samolotów General Dynamics F-16 Fighting Falcon